# Hilary Duff
Hilary Erhard Duff (přechýleně Duffová; * 28. září 1987 Houston) je americká herečka a zpěvačka. Svojí hereckou kariéru zahájila v mladém věku, kdy získala hlavní roli v seriálu Lizzie McGuire (2001-04). Seriál se stal velkým hitem a v roce 2003 se k seriálu natočil film Italské prázdniny. Začala spolupracovat na projektech Disney Channel, včetně filmu Kadetka Kelly (2002). Později pracovala na albech; vydala vánoční album Santa Claus Lane (2002). Po podepsání smlouvy s nahrávací společností Hollywood Records vydala druhé studiové album Metamorphosis (2003). Album se stalo úspěšným a umístilo se v žebříčku Billboard 200.
Objevila se ve filmech jako Agent Cody Banks (2003), Dvanáct do tuctu (2003), Moderní Popelka (2004) a Dvanáct do tuctu 2 (2005). Vydala alba Hilary Duff (2004) a Most Wanted (2005). Po čtvrtém albu Dignity (2007) vydala album plné nejlepších hitů. Během té doby si zahrála v nezávislých filmech Válka a.s. (2008), Greta (2009) a Bloodworth (2010). V roce 2010 vydala novelu Elixier, která se umístila v žebříčku bestsellerů magazínu New York Times. Následovaly sequely Devoted (2011) a True (2013). V roce 2015 byla obsazena do role Kelsey Peters v seriálu Znovu 20. Za roli získala nominace na cenu People's Choice Awards v letech 2016 a 2017.
V roce 2014 se znovu pustila do muziky; podepsala smlouvu s nahrávací společností RCA Records na vydání pátého alba.

## Dětství
Narodila se v Houstonu a je druhé dítě. Její otec se jmenuje Bob Erhard Duff a je majitelem obchodů a zároveň se stará o její kariéru, matka se jmenuje Susan Colleen Duff a je ženou v domácnosti. Matka ji vedla k herectví stejně jako její sestru Haylie Katherine, obě dívky vyhrávaly na různých divadelních soutěžích. V šesti letech vyhrála baletní soutěž a hned na to byly se sestrou obsazeny do několika reklam.

## Kariéra

### Začátky
Většina rolí, které z počátku dostávala, byly jen malinké roličky. První větší role se dostavila s filmem Casper, kde si zahrála čarodějnici Wendy. Film ale nezískal příznivé ohlasy u filmové kritiky.
Později si zahrála ve filmu Sběratel duší (1999), který byl natočen podle novely Kathleen Kane. Za tuto roli získala ocenění Pro nejlepšího mladého umělce.
Do té doby největší role, kterou obdržela, byla role jedné z dětí v televizním sitcomu Daddio.

### Lizzie McGuire
Když rapidně poklesla jeho sledovanost, našel pro ni její manažer další výraznou roli, tentokrát se jednalo o rodinný seriál Lizzie McGuire, kde si zahrála nemotornou a průměrnou holku ze střední školy.
Pilotní díl tohoto seriálu se vysílal 12. ledna 2001 a přilákal k obrazovkám 3,2 milionu diváků, což ji byla katapultovalo mezi nejznámější a nejnadějnější herečky.
Pro velkou sledovanost seriálu byl uveden do kin i jako celovečerní film, v češtině uváděný pod názvem Italské prázdniny, kterému se v USA dařilo, v Evropě se návštěvnost v kinech snížila hlavně z důvodu, že samotný seriál v Evropě běžel pouze sporadicky.

### Filmová kariéra

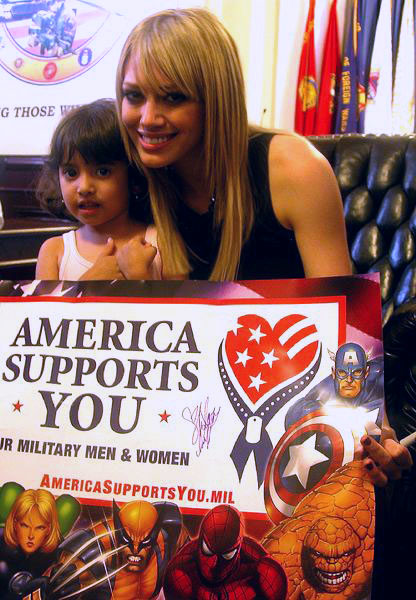
Hilary Duff na jedné z charitativních akcí

První velká filmová role přišla v roce 2002 s filmem Lidská povaha. Dalšími rolemi byly Kadetka Kelly nebo Agent Cody Banks.
O rok později si zahrála jedno z dvanácti dětí ve filmu Dvanáct do tuctu. Tento film byl velmi úspěšný. V roce 2004 hrála hlavní roli ve filmu Moderní Popelka. Film zažil obrovský úspěch. Kritici byli nadšeni výkonem Hilary a Chada Michaela Murraye. Hilary se dočkala výrazného filmového úspěchu. Další filmy byly taky velmi úspěšné.
Dále také hrála ve filmu Nikdy to nevzdávej! z roku 2004, kde obdržela hlavní roli jako Teri Fletcherová. V roce 2005 byl natočen druhý díl Dvanáct do tuctu. Dále v roce 2005 natočila film Pan Božský, ve kterém ztvárnila roli Holly Hamiltonové. A v roce 2006 natočila film Holky v balíku, kde hraje jako Tanzie Marchetta. V tomto filmu si zahrála se svou sestrou Haylie. V roce 2008 byla obsazena do filmu Válka a.s.. Pro filmový soundtrack nahrála dvě písničky "Boom Boom Bang Bang" a "I Want to Blow You Up".
V roce 2009 si zahrála ve filmu Greta, který obdržel mix názorů od kritiků. Později v roce si zahrála roli ve filmu What Goes Up. Po odmítnutí role v seriálu televizní stanice CW 90210: Nová generace, se objevila ve třetí sérii seriálu Super drbna postavu Olivie Burke. Za roli získala následující rok cenu Teen Choice Award za Nejlepší ženskou zlodějku scén. V roce 2010 se objevila v televizním filmu stanice ABC Family Kráska mezi muži a v epizodě NBC seriál Zpátky do školy. V tom samém roce si zahrála roli dospívající dcery matky alkoholičky ve filmu Rodinná prokletí. V roce 2011 si zahrála ve filmech Tak se měj a She Wants Me. V roce 2013 si zahrála v seriálu stanice FOX Vychovávat Hope a v desáté sérii seriálu stanice CBS Dva a půl chlapa. Svůj hlas propůjčila animovanému filmu Wings, společně s Jessem McCartneym a Joshem Duhamelem. V červenci 2013 dokončila natáčení filmu Flock Of Dudes, jehož premiéra je připravena na červen 2015.
15. ledna 2014 bylo oznámeno, že se Hilary připojí k Sutton Foster v seriálu nazvaném Znovu 20, založené na novele Pamely Redmont Satran. V seriálu hraje Kelsey, ambiciózní Lizu, která pracuje pro nakladatelství. Za roli získala nominace na cenu People's Choice Awards v letech 2016 a 2017.

### Hudební kariéra
Své první vydané album pojmenovala Santa Claus Lane a vyšlo v roce 2002. Obsahuje vesměs vánoční písně. Ale objevil se na něm i zajímavý duet s Christinou Millianovou.
Druhé album, které vydala v roce 2003 se jmenuje Metamorphosis a stalo se jedním z nejprodávanějších v tomto roce. Díky úspěchu s tímto albem se vydala i na své první turné, které bylo beznadějně vyprodané.
Na třetím albu nazvaném jednoduše Hilary Duff se podílela i autorsky a opět bylo velmi úspěšné. I díky tomuto úspěchu vydala v roce 2005 album svých oblíbených hitů a remixů nazvané Most Wanted.
V roce 2007 vydala svou desku Dignity. Kromě toho vydala také několik hudebních DVD (All Ascess, Learning To Fly a Dignity Tour).
Během 2014 iHeartRadio Music Award v květnu 2014 potvrdila, že spolupracuje s textařkou Savan Kotechou a anglickým zpěvákem Edem Sheeranem. Dne 23. července 2014 Hilary potvrdila, že podepsala smlouvu s RCA Records na vydání pátého studiového alba. Singl "Chasing the Sun" byl vydán 29. července 2014 a umístil se 79. místě v americké hitparádě Billboard Hot 100. Hlavní singl alba "All About You" byl vydán 12. srpna.
6. dubna 2015 vydala singl "Sparks" z připravovaného pátého studiového alba Breathe In. Breathe Out.

## Osobní život
V roce 2002 začala chodit se zpěvákem Aaronem Carterem, ale poté, co se dozvěděla, že ji podvádí s její nejlepší přítelkyní, se rozešli. Od roku 2004 do listopadu 2006 měla vztah se zpěvákem kapely Good Charlotte Joelem Maddenem. Vztah byl po měsících spekulacích oficiálně potvrzen až v roce 2005. Tento vztah skončil v listopadu 2006.
V roce 2010 si herečka vzala svého dlouholetého přítele, hokejistu Mika Conrieho. 20. března roku 2012 herečka porodila syna Luca Cruze Conrieho. 10. ledna 2014 potvrdila, že se s Mikem rozchází. V září 2014 se nechala slyšet: „Pokud by zde nebyla šance, že se k sobě vrátíme, podali bychom žádost o rozvod.“
Od ledna 2017 chodí se zpěvákem Matthewem Komou. V červnu 2018 bylo potvrzeno, že spolu čekají dceru. Banks Violet Bair se narodila 25.10.2018. Dvojice se zasnoubila v květnu 2019 a svatba se konala na konci prosince. 24.10.2020 společně oznámili že čekají další miminko. Pohlaví neoznámili. 24.3.2021 se jim narodila dcera Mae James Bair.
V prosinci 2023 oznámili prostřednictvím instagramového účtu, že čekají dalšího  potomka. Townes Meadow  Bair se narodila 3.5.2024.

## Filmografie

### Film
| Rok  | Název                       | Role                             | Poznámky                 |
| ---- | --------------------------- | -------------------------------- | ------------------------ |
| 1998 | Casper a Wendy              | Wendy                            |                          |
| 2002 | Slez ze stromu              | Malá Lila Jute                   |                          |
| 2003 | Agent Cody Banks            | Natalie Connors                  |                          |
| 2003 | Italské prázdniny           | Lizzie McGuire / Isabella Parigi |                          |
| 2003 | Dvanáct do tuctu            | Lorraine Baker                   |                          |
| 2004 | Moderní Popelka             | Sam Montgomery                   |                          |
| 2004 | Nikdy to nevzdávej!         | Terri Fletcher                   |                          |
| 2004 | Cesta za Ježíškem           | Crystal (hlas)                   |                          |
| 2005 | Pan Božský                  | Holly Hamilton                   |                          |
| 2005 | Dvanáct do tuctu 2          | Lorraine Baker                   |                          |
| 2006 | Holky v balíku              | Tanzie Marchetta                 | také producentka         |
| 2008 | Válka a.s.                  | Yonica Babyyeah                  |                          |
| 2009 | Tak se měj                  | Shasta O'Neil                    |                          |
| 2009 | What Goes Up                | Lucy Diamond                     |                          |
| 2009 | Greta                       | Greta                            | také výkonná producentka |
| 2011 | Rodinná prokletí            | Raven Halfacre                   |                          |
| 2012 | She Wants Me                | Kim Powers                       |                          |
| 2012 | Foodfight!                  | Sunshine Goodness (hlas)         |                          |
| 2013 | Wings                       | Windy (hlas)                     |                          |
| 2014 | Wings: Sky Force Heroes     | Windy (hlas)                     |                          |
| 2016 | Flock of Dudes              | Amanda L. Benson                 |                          |
| 2018 | Meet Your Tooth Fairy       | Twinkle (hlas)                   |                          |
| 2019 | The Haunting of Sharon Tate | Sharon Tate                      |                          |

### Televize
| Rok       | Název                                     | Role                    | Poznámky                              |
| --------- | ----------------------------------------- | ----------------------- | ------------------------------------- |
| 1997      | Pravé ženy                                |                         | neuvedena v titulích                  |
| 1999      | Sběratel duší                             | Ellie                   | TV film                               |
| 2000      | Nemocnice Chicago Hope                    | Jessie Seldon           | díl: „Cold Hearts“                    |
| 2001–2004 | Lizzie McGuire                            | Lizzie McGuire          | hlavní role, 65 dílů                  |
| 2001–2005 | Express Yourself                          | sama sebe               |                                       |
| 2002      | Kadetka Kelly                             | Kelly Collins           | TV film                               |
| 2003      | George Lopez                              | Stephanie / Kenzie      | 2 díly                                |
| 2003      | American Dreams                           | Členka The Shangri-Las  | díl: „Change a Comin“                 |
| 2004      | Frasier                                   | Britney (hlas)          | díl: „Frasier bez tuku“               |
| 2005      | Joan z Arkádie                            | Dylan Samuels           | díl: „The Rise & Fall of Joan Girard“ |
| 2005      | Dear Santa                                | sama sebe               | TV speciál                            |
| 2006      | Rebelde                                   | sama sebe               | díl vysílaný 2. června 2006           |
| 2007      | The Andy Milonakis Show                   | sama sebe               | díl: „Andy Moves to L.A.“             |
| 2007      | Hilary Duff: This Is Now                  | sama sebe               | televizní dokument                    |
| 2009      | Posel ztracených duší                     | Morgan Jeffries         | díl: „Thrilled to Death“              |
| 2009      | Zákon a pořádek: Útvar pro zvláštní oběti | Ashlee Walker           | díl: „Sobecká“                        |
| 2009      | Super drbna                               | Olivia Burke            | Vedlejší role (3. řada), 6 dílů       |
| 2010      | Kráska mezi muži                          | Lane Daniels            | TV film                               |
| 2010      | Zpátky do školy                           | Meghan                  | díl: „Aerodynamika pohlaví“           |
| 2012      | Project Runway                            | Samu sebe               | díl: „It's Fashion Baby“              |
| 2013      | Vychovávat Hope                           | Rachel                  | díl: „Velká holkal“                   |
| 2013      | Dva a půl chlapa                          | Stacey                  | díl: „Krávy, připravte se na pastvu“  |
| 2013      | Dora průzkumnice                          | Čarodějnice ledu (hlas) | díl: „Dora's Ice Skating Spectacular“ |
| 2014      | Real Girl's Kitchen                       | sama sebe               | 3 díly                                |
| 2015–2021 | Znovu 20                                  | Kelsey                  | hlavní role                           |
| 2016–2017 | The Talk                                  | sama sebe / moderátorka | 3 díly                                |
| 2018      | Who Do You Think You Are?                 | sama sebe               | díl vysílaný 4. června 2018           |
| 2022      | The Bachelor                              | sama sebe               | 1 díl                                 |
| 2022      | How I Met Your Father                     | Sophie                  | hlavní role                           |

## Diskografie

### Alba
- 2002: Santa Claus Lane
- 2003: Metamorphosis
- 2004: The Girl Can Rock
- 2004: Hilary Duff
- 2005: Most Wanted
- 2005: Disney Artist Karaoke Series: Hilary Duff
- 2006: 4Ever Hilary
- 2007: Dignity
- 2008: Best of Hilary Duff
- 2015: Brathe In. Breathe Out.

### Singly
| rok  | singl                                     | žebříčky | žebříčky   | žebříčky | žebříčky | žebříčky | žebříčky | žebříčky | žebříčky | žebříčky | žebříčky | album                                   |
| rok  | singl                                     | U.S.     | U.S. Dance | CAN      | UK       | IRL      | NL       | SUI      | AUS      | NZ       | GER      | album                                   |
| ---- | ----------------------------------------- | -------- | ---------- | -------- | -------- | -------- | -------- | -------- | -------- | -------- | -------- | --------------------------------------- |
| 2003 | Why Not                                   | —        |            |          | 18       | —        | 20       |          | 14       | 15       |          | Metamorphosis                           |
| 2003 | So Yesterday                              | 42       | —          | 2        | 9        | 6        | 5        | 28       | 8        | 23       | 46       | Metamorphosis                           |
| 2004 | Come Clean                                | 35       | —          | 7        | 18       | 16       | 8        | 78       | 17       | 17       | —        | Metamorphosis                           |
| 2004 | Our Lips Are Sealed featuring Haylie Duff | —        |            | 41       |          |          |          |          | 8        |          |          | A Cinderella Story: Original Soundtrack |
| 2004 | Little Voice                              |          |            | 29       |          |          |          |          | 29       |          |          | Metamorphosis                           |
| 2004 | Fly                                       | —        |            | —        |          |          | 36       |          | 21       | 24       | —        | Hilary Duff                             |
| 2005 | Someone's Watching over Me                |          |            |          |          |          |          |          | 22       |          |          | Hilary Duff                             |
| 2005 | Wake Up                                   | 29       |            | —        | 7        | 5        | 38       | 31       | 15       | 24       | 68       | Most Wanted                             |
| 2005 | Beat of My Heart                          | —        |            | —        |          |          |          | 89       | 13       |          |          | Most Wanted                             |
| 2006 | Play with Fire                            | —        | 31         |          |          |          |          |          | —        |          |          | Dignity                                 |
| 2007 | With Love                                 | 24       | 1          |          | 29       | 26       | —        | —        | 22       | 27       | 91       | Dignity                                 |
| 2007 | Stranger                                  | 97       | 1          | 86       |          |          |          |          | 68       |          |          | Dignity                                 |
| 2008 | Reach Out (And Touch Me)                  |          |            |          |          |          |          |          |          |          |          | Dignity                                 |
| 2014 | Chasing The Sun                           | 79       |            | 59       |          |          |          |          | 72       |          |          |                                         |
| 2014 | All About You                             |          |            | 91       |          |          |          |          | 20       |          |          |                                         |
| 2015 | Sparks                                    |          |            | 63       |          |          |          |          |          |          |          |                                         |

## Ocenění a nominace
| Rok  | Ocenění                                    | Kategorie                                                                      | Práce                                              | Výsledek  |
| ---- | ------------------------------------------ | ------------------------------------------------------------------------------ | -------------------------------------------------- | --------- |
| 1999 | Young Artist Awards                        | nejlepší herečka: TV film/pilotní díl/minisérie nebo TV seriál (10 let a méně) | Casper a Wendy                                     | nominace  |
| 2000 | Young Artist Awards                        | nejlepší herečka ve vedlejší roli: TV film nebo pilotní díl                    | Sběratel duší                                      | vítězství |
| 2002 | Nickelodeon Kid's Choice Awards            | nejoblíbenější seriálová herečka                                               | Lizzie McGuire                                     | nominace  |
| 2002 | Young Artist Awards                        | nejlepší seriálová herečka v hlavní roli: komedie                              | Lizzie McGuire                                     | nominace  |
| 2002 | Young Artist Awards                        | nejlepší obsazení televizního seriálu: komedie/drama                           | Lizzie McGuire                                     | nominace  |
| 2003 | Filmový festival ve Fort Myers Beach       | Objev roku                                                                     |                                                    | vítězství |
| 2003 | Nickelodeon Kid's Choice Awards, Australia | nejoblíbenější seriálová hvězda                                                | Lizzie McGuire                                     | vítězství |
| 2003 | Nickelodeon Kid's Choice Awards            | nejoblíbenější seriálová herečka                                               | Lizzie McGuire                                     | nominace  |
| 2003 | Teen Choice Awards                         | nejlepší seriálová herečka: komedie                                            | Lizzie McGuire                                     | nominace  |
| 2003 | Teen Choice Awards                         | filmový objev roku: žena                                                       | Italské prázdniny                                  | vítězství |
| 2003 | Teen Choice Awards                         | nejlepší filmová herečka: komedie                                              | Italské prázdniny                                  | nominace  |
| 2003 | Teen Choice Awards                         | nejvíce sexy žena                                                              |                                                    | vítězství |
| 2003 | Young Artist Awards                        | nejlepší obsazení: komedie nebo drama                                          | Lizzie McGuire                                     | nominace  |
| 2004 | Bravo Otto Awards                          | nejlepší herečka                                                               | Italské prázdniny                                  | nominace  |
| 2004 | MTV Video Music Awards                     | nejlepší popové video                                                          | „Come Clean“                                       | nominace  |
| 2004 | Nickelodeon Kid's Choice Awards            | nejoblíbenější seriálová herečka                                               | Lizzie McGuire                                     | nominace  |
| 2004 | Nickelodeon Kid's Choice Awards            | nejoblíbenější zpěvačka                                                        |                                                    | vítězství |
| 2004 | Nickelodeon Kid's Choice Awards, Australia | nejoblíbenější televizní hvězda                                                | Lizzie McGuire                                     | vítězství |
| 2004 | Nickelodeon Kid's Choice Awards, Australia | nejoblíbenější filmová hvězda                                                  | Italské prázdniny                                  | vítězství |
| 2004 | Teen Choice Awards                         | nejlepší filmové zčervenání                                                    | Dvanáct do tuctu                                   | nominace  |
| 2004 | Young Artist Awards                        | nejlepší mladé obsazení                                                        | Dvanáct do tuctu                                   | vítězství |
| 2004 | Young Hollywood Awards                     | Superstar dnešní doby                                                          |                                                    | vítězství |
| 2005 | Nickelodeon Kid's Choice Awards            | nejoblíbenější seriálová herečka                                               | Lizzie McGuire                                     | nominace  |
| 2005 | Nickelodeon Kid's Choice Awards            | nejoblíbenější filmová herečka                                                 | Moderní Popelka/Nikdy to nevzdávej!                | vítězství |
| 2005 | Nickelodeon Kid's Choice Awards, Australia | nejoblíbenější televizní hvězda                                                | Lizzie McGuire                                     | vítězství |
| 2005 | Nickelodeon Kid's Choice Awards, Australia | nejoblíbenější filmová herečka                                                 | Moderní Popelka/Nikdy to nevzdávej!/Dokonalý chlap | vítězství |
| 2005 | Zlaté maliny                               | nejhorší herečka                                                               | Moderní Popelka/Nikdy to nevzdávej!                | nominace  |
| 2005 | Teen Choice Awards                         | nejlepší filmová herečka: komedie                                              | Moderní Popelka                                    | nominace  |
| 2005 | Teen Choice Awards                         | nejlepší filmová chemie (sdíleno s Chadem Michaelem Murrayem)                  | Moderní Popelka                                    | nominace  |
| 2005 | Teen Choice Awards                         | nejlepší filmový polibek (sdíleno s Chadem Michaelem Murrayem)                 | Moderní Popelka                                    | nominace  |
| 2005 | Teen Choice Awards                         | nejlepší zamilovaná scéna (sdíleno s Chadem Michaelem Murrayem)                | Moderní Popelka                                    | nominace  |
| 2005 | Teen Choice Awards                         | nejlepší filmové zčervenání                                                    | Moderní Popelka                                    | vítězství |
| 2006 | Zlaté maliny                               | nejhorší herečka                                                               | Dvanáct do tuctu 2/Dokonalý chlap                  | nominace  |
| 2006 | Nickelodeon Kid's Choice Awards, Australia | nejoblíbenější filmová hvězda                                                  | Dvanáct do tuctu 2/Holky v balíku                  | vítězství |
| 2006 | Nickelodeon Kid's Choice Awards, Australia | nejoblíbenější mezinárodní umělec                                              |                                                    | vítězství |
| 2006 | The Stinkers Bad Movie Awards              | nejhorší herečka (sdíleno s Haylie Duff)                                       | Holky v balíku                                     | nominace  |
| 2006 | The Stinkers Bad Movie Awards              | nejhorší dvojice (sdíleno s Haylie Duff)                                       | Holky v balíku                                     | nominace  |
| 2006 | Teen Choice Awards                         | nejlepší filmová herečka: komedie                                              | Dvanáct do tuctu 2/Dokonalý chlap                  | nominace  |
| 2007 | Zlaté maliny                               | nejhorší herečka (sdíleno s Haylie Duff)                                       | Holky v balíku                                     | nominace  |
| 2007 | Zlaté maliny                               | nejhorší dvojice (sdíleno s Haylie Duff)                                       | Holky v balíku                                     | nominace  |
| 2007 | Teen Choice Awards                         | nejlepší hudba: zamilovaná skladba                                             | „With Love“                                        | vítězství |
| 2010 | Teen Choice Awards                         | seriálová zlodějka scén                                                        | Super drbna                                        | vítězství |
| 2016 | People's Choice Awards                     | nejoblíbenější seriálová herečka                                               | Younger                                            | nominace  |
| 2017 | People's Choice Awards                     | nejoblíbenější seriálová herečka                                               | Younger                                            | nominace  |
| 2017 | Teen Choice Awards                         | letní televizní hvězda: žena                                                   | Younger                                            | nominace  |